# Läpptätningar
Läpptätningar (även radialtätningar eller simmerringar - varumärke) används för att täta roterande axlar som passerar genom en vägg med till exempel olja på ena sidan och luft på andra sidan. De används i växellåda och motorer. De är gjorda av ett gummimaterial med en spetsig läpp som kläms mot axeln. Vätskan, som kan vara exempelvis olja, leds fram till läppen genom att den har en liten vinkel mot den roterande axeln. På detta vis kan en smörjfilm byggas upp som minskar det mekaniska slitaget. I läpptätningen ingår ofta också en fjäderring som klämmer läppen mot axeln. Tätningen monteras så att fjäderkraften på läppen förstärks av trycket på det som ska avtätas. Om trycket i en växellåda ökar, ökar även kraften på läppen och i det exemplet monteras tätningen med fjädersätet emot oljesidan.  

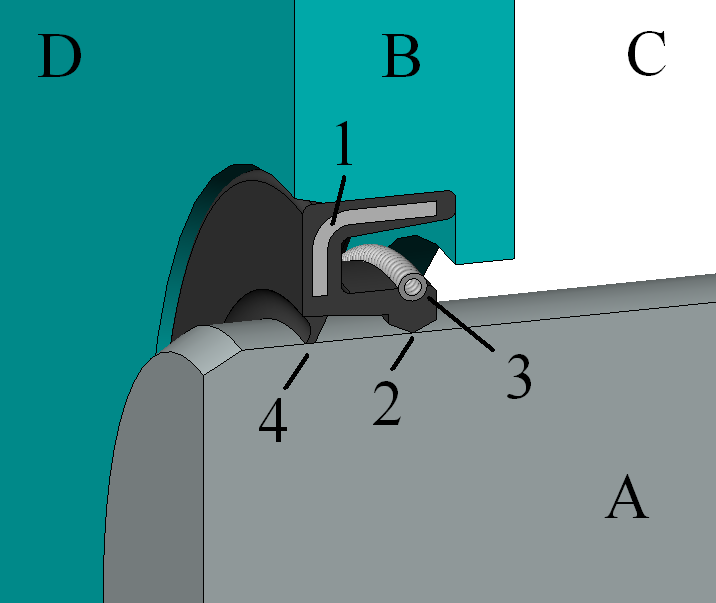
Inbyggd läpptätning enligt DIN 3760 (snittad).
A: Axel
B: Hus
C: Vätskesida (Trycksida)
D: Luftsida
1: Metallring
2: Tätningsläpp
3: Fjäderring
4: Dammläpp (tillval)